# Ђедићи
Ђедићи су насељено мјесто у граду Требиње, Република Српска, БиХ. Према попису становништва из 1991. у насељу је живјело 26 становника.

## Географија
Налази се на око 270 метара надморске висине, површине 3,14 км2, удаљено око 20 км од градског центра. Припада мјесној заједници Шума и Површ. Збијеног је типа. Смјештено је у Поповом пољу, на лијевој обали Требишњице. Атар се састоји од безводног кршевитог терена, обраслог ниском бјелогоричном шумом, и приобалног обрадивог земљишта.
На подручју Ђедића некада је узгајан дуван високог квалитета, произвођен је дрвени угаљ, а гајено је и доста стоке. Расељавањем становништва у другој половини ХХ вијека , привредна активност сведена је на незнатну мјеру: на окућницама се гаји поврће, стока и пчеле, углавном за личне потребе. Основна школа отворена је 1926, али њен рад није обновљен послије Другог свјетског рата. Село је електрифицирано 1962. године. Асфалтним путем, дугим 2,5 км, прикључено је на асфалтирану трасу бивше жељезничке пруге, а њоме на магистрални пут Столац-Требиње. Мјештани се снабдијевају кишницом из чатрња и локава.

## Историја
Село је названо по средњовјековном властеоском роду Дедић (Ђедић), који се помиње у дубровачким документима 1339-1372, у вези са исплатом хумског могориша. Били су у служби Николића, господара Поповог поља. На локалите ту Рајчева гомила откривен је тумулус из бронзаног или гвозденог доба, на којем су видљива четири средњовјековна гроба. У његовој близини налази се мајдан камена, у којем је сачуван један стећак. На сеоском гробљу, поред Цркве Свете Варваре, подигнуте на мјесту мањег средњовјековног храма посвећеног истој светици, очувано је 47 стећака. Недалеко од гробља налази се стуб висок преко 2 м, са натписом који открива да је ту сахрањен Радоје Мркшић. На основу заједничке цркве и гробља закључује се да су Ђедићи били средиште ширег подручја, које је обухватало и сусједна села Кучићи, Крњевићи и Цицина. У дефтеру из 1468/69. село се не помиње, али се наводи неидентификовано село Стрганица, са седам домаћинстава, које је пописано са Кучићима, Хумом и Цицином, у саставу тимара Твртка Радосалића и Драгића Срдићева, што наводи на закључак да се то име односи на Ђедиће, односно на Страгај, вир са околним земљиштем у близини данашњег села. Према дефтеру из 1475/77. села Кучићи, Стрганце, Хум и Цицина имала су заједно 16 хришћанских домаћинстава и три неожењена.
Из села су Димитрије Митар Мерћеп, устанички вођа (1875-1877) и Владимир Мерћеп, члан Трговачко-индустријске коморе БиХ (1913-1935) и управе Сарајевске привредне банке, носилац Ордена Светог Саве III степена.

## Становништво
У Ђедићима је 1851. било 58 становника (49 православаца и девет муслимана). Село је 1879. имало девет домаћинстава и 51 становника (православци); 1910. - 94 становника; 1948. - 88; 1961. - 58; 1991. - 26 (Срби); 2013 . - четири до домаћинства и осам становника. Породица Башић слави Јовањдан; Мерћеп - Св. Стефана; Џоџо - Св. Ђорђа. У селу је живјела и породица Спаравало (крсна слава Ђурђевдан), која се одселила. Добровољци у Првом свјетском рату били су: Душан и Томо Мерћеп, Душан Спаравало, Аћим и Јоко Џоџо. Током Другог свјетског рата страдало је шест цивила и један борац НОВЈ.
| Демографија | Демографија | Демографија |
| Година      | Становника  | Становника  |
| ----------- | ----------- | ----------- |
| 1879.       | 51          |             |
| 1910.       | 94          |             |
| 1948.       | 88          |             |
| 1961.       | 58          |             |
| 1991.       | 26          |             |
| 2013.       | 8           |             |